# Eugene Wigner
Eugene Paul Wigner (Hongaars: Wigner Pál Jenő), (Boedapest, 17 november 1902 – Princeton (New Jersey), 1 januari 1995) was een Hongaars-Amerikaans natuurkundige en wiskundige van Joodse afkomst.
Hij ontving in 1963 de Nobelprijs voor de Natuurkunde "voor zijn bijdragen aan de theorie van de atoomkernen en de elementaire deeltjes, vooral door de ontdekking en de toepassing van fundamentele symmetrieprincipes".

## Biografie

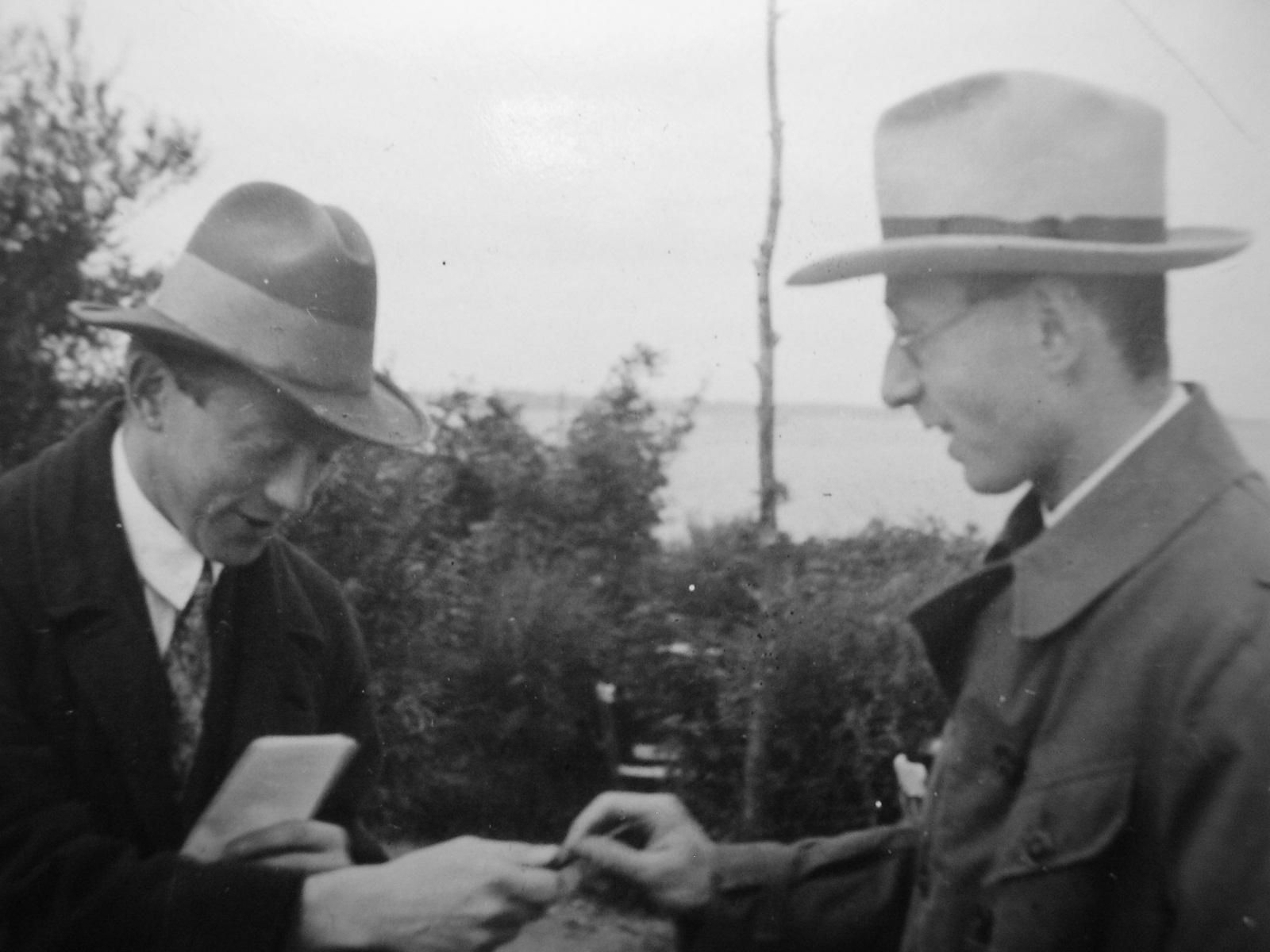
Werner Heisenberg + Eugene Wigner (1928)

Wigner was de zoon van Anthony en Elizabeth Einhorn Wigner. Bijna zou hij net als zijn vader leerlooier zijn geworden, maar zijn wiskundeleraar Laslo Ratz van het Evangelisch Atheneum zette hem op het pad van de exacte wetenschap. Hij genoot zijn opleiding in Europa; hij studeerde scheikunde aan de Technische Hochschule (Huidige Technische Universiteit) te Berlijn, waar hij in 1925 de titel Dr.Ing. verkreeg. Aanvankelijk werkte hij als docent in Duitsland, maar hij vertrok in de jaren 1930 naar de Verenigde Staten.
Uitgezonderd twee jaar (1936-38) als hoogleraar natuurkunde aan de universiteit van Wisconsin was hij zijn gehele academische carrière verbonden aan de Princeton-universiteit – van 1930 tot aan zijn pensionering in 1971. In 1938 werd hij benoemd tot Thomas D. Jones Professor Mathematische Fysica. Op 8 januari 1937 werd hij Amerikaans staatsburger.
Wigner was een pionier op het gebied van de atoom- en kernfysica. Samen met zijn mede-Hongaarse landgenoten Teller en Szilárd was hij in 1939 een van de opstellers van de historische brief waarin president Roosevelt gewezen werd op de mogelijkheid van een kernwapen. Van uit die rol werkte hij mee aan het Manhattanproject, van 1942 tot 1945 via Metallurgisch Laboratorium van de universiteit van Chicago en in 1946/47 als voorzitter onderzoek en ontwikkeling bij de Clinton Laboratories te Oak Ridge. Later zette hij zich in voor vreedzame toepassingen van kernenergie.
Wigner was tweemaal getrouwd. Zijn eerste vrouw, Amelia Frank, had hij ontmoet toen hij werkzaam was aan de universiteit van Wisconsin, maar zij overleed reeds drie maanden na hun huwelijk aan kanker. In 1941 hertrouwde hij met Mary Annette Wheeler met wie hij twee kinderen kreeg, David en Martha. Daarnaast was zijn zus, Margit (Manci) Wigner, gehuwd met de kwantumfysicus en Wigners collega Paul Dirac.
Wigner overleed op nieuwjaarsdag 1995 op 92-jarige leeftijd aan de gevolgen van een longontsteking. Na zijn dood werd hij begraven op de begraafplaats van Princeton, naast zijn tweede echtgenote, Mary Wheeler Wigner.

## Werk
Ten tijde dat Wigner als docent werkzaam was aan de universiteit van Göttingen formuleerde hij zijn wet van de instandhouding van pariteitgelijkheid – voor alle fysische processen is het gespiegelde proces eveneens mogelijk. Dit houdt in dat het onmogelijk is om onderscheid te maken tussen links en rechts in fundamentele fysische interacties.
Zijn theorie werd een integraal onderdeel van de kwantummechanica. Echter in 1956 toonden de natuurkundigen Tsung-Dao Lee en Chen Ning Yang aan dat pariteitgelijkheid in zwakke interacties van subatomaire deeltjes niet altijd in stand wordt gehouden. Hun experimenten toonden aan dat veel meer elektronen geëmitteerd werden uit het zuid uiteinde van een nucleus dan van het noord uiteinde.

## Erkenning
Voor zijn werk op het gebied van nucleair onderzoek ontving Wigner verscheidene onderscheidingen, waaronder de US Medal for Merit (1946), de Enrico Fermi-prijs (1958) en de Atom for Peace Award (1960).
Daarnaast verkreeg hij ook de Franklin Medal van het Franklin Institute (1950), de Max Planck-medaille van de Deutsche Physikalische Gesellschaft (1961), de George Washington Award van de American-Hungarian Studies Foundation (1964), de Semmelweiss Medal van de American-Hungarian Medical Association (1965) en in 1969 de National Medal of Science. Daarnaast bezette hij van augustus 1956 tot december 1957 als buitengewoon hoogleraar de Lorentz-leerstoel aan de Universiteit Leiden.

## Publicaties
Onder meer
- Gruppentheorie und ihre Anwendungen auf die Quantenmechanik der Atomspektren (1931)
- Nuclear structure (Princeton University Press, 1958, met L. Eisenbud)
- Physical theory of neutron chain reactors (1958, met A.M. Weinberg)
- The unreasonable effectiveness of mathematics in the natural sciences, Richard Courant lecture in mathematical sciences delivered at New York University, May 11, 1959. Communications on Pure and Applied Mathematics 13: 1–14. doi:10.1002/cpa.3160130102
- Dispersion relations and their connection with causality (1964)
- Symmetries and reflections (Indiana University Press, 1967)
- Who Speaks for Civel Defense? (Scribner, 1968)
- Survival and the Bomb (Indiana University Press, 1969)
- Aspects of Quantum Theory (Cambridge University Press, 1972)
- The Recollections of Eugene P. Wigner as told to Andrew Szanton. Plenum, 1992. ISBN 0-306-44326-0
- Philosophical Reflections and Syntheses(1997, met G. G. Emch, Jagdish Mehra and Arthur S. Wightman, eds.), Springer. ISBN 3-540-63372-3